# Liste der Kulturminister Griechenlands
Dies ist eine Liste der Kulturminister Griechenlands seit 1971.

## Liste der Minister für Kultur und Wissenschaft, 1971–1985
| #  | Name                      | Amtsantritt        | Amtsaustritt       | Partei                         |
| -- | ------------------------- | ------------------ | ------------------ | ------------------------------ |
| 1. | Konstantinos Panagiotakis | 26. August 1971    | 25. November 1973  |                                |
| 2. | Dimitrios Tsakonas        | 25. November 1973  | 24. Juli 1974      |                                |
| 3. | Konstantinos Tsatsos      | 26. Juli 1974      | 10. Oktober 1974   |                                |
| 4. | I.M. Panagiotopoulos      | 10. Oktober 1974   | 21. November 1974  |                                |
| 5. | Konstantinos Tripanis     | 21. November 1974  | 28. November 1977  | Nea Dimokratia                 |
| 6. | Georgios Plitas           | 28. November 1977  | 25. September 1978 | Nea Dimokratia                 |
| 7. | Dimitrios Nianias         | 25. September 1978 | 9. Mai 1980        | Nea Dimokratia                 |
| 8. | Andreas Adrianopoulos     | 10. Mai 1980       | 19. Oktober 1981   | Nea Dimokratia                 |
| 9. | Melina Mercouri           | 21. Oktober 1981   | 26. Juli 1985      | Panellinio Sosialistiko Kinima |

## Liste der Minister für Kultur und Sport, 1985–2009
| #   | Name                              | Amtsantritt        | Amtsaustritt       | Partei                         |
| --- | --------------------------------- | ------------------ | ------------------ | ------------------------------ |
|     | Melina Mercouri                   | 26. Juli 1985      | 1. Juli 1989       | Panellinio Sosialistiko Kinima |
| 10. | Georgios Mylonas (1. Amtszeit)    | 2. Juli 1989       | 23. November 1989  | Nea Dimokratia                 |
| 11. | Sotiris Kouvelas                  | 23. November 1989  | 12. Februar 1990   | Nea Dimokratia                 |
|     | Georgios Mylonas (2. Amtszeit)    | 12. Februar 1990   | 11. April 1990     | Nea Dimokratia                 |
| 12. | Tzannis Tzannetakis               | 11. April 1990     | 8. August 1991     | Nea Dimokratia                 |
| 13. | Anna Psarouda-Benaki              | 8. August 1991     | 3. Dezember 1992   | Nea Dimokratia                 |
| 14. | Dora Bakogianni                   | 3. Dezember 1992   | 13. Oktober 1993   | Nea Dimokratia                 |
|     | Melina Mercouri (2. Amtszeit)     | 13. Oktober 1993   | 6. März 1994       | Panellinio Sosialistiko Kinima |
| 15. | Thanos Mikroutsikos               | 16. März 1994      | 22. Januar 1996    | Panellinio Sosialistiko Kinima |
| 16. | Stavros Benos                     | 22. Januar 1996    | 26. September 1996 | Panellinio Sosialistiko Kinima |
| 17. | Evangelos Venizelos (1. Amtszeit) | 26. September 1996 | 19. Februar 1999   | Panellinio Sosialistiko Kinima |
| 18. | Elisavet Papazoi                  | 19. Februar 1999   | 13. April 2000     | Panellinio Sosialistiko Kinima |
| 19. | Theodoros Pangalos                | 13. April 2000     | 20. November 2000  | Panellinio Sosialistiko Kinima |
|     | Evangelos Venizelos (2. Amtszeit) | 20. November 2000  | 10. März 2004      | Panellinio Sosialistiko Kinima |
| 20. | Kostas Karamanlis                 | 10. März 2004      | 15. Februar 2006   | Nea Dimokratia                 |
| 21. | Giorgos Voulgarakis               | 15. Februar 2006   | 19. September 2007 | Nea Dimokratia                 |
| 22. | Michael Liapis                    | 19. September 2007 | 8. Januar 2009     | Nea Dimokratia                 |
| 23. | Andonis Samaras                   | 8. Januar 2009     | 7. Oktober 2009    | Nea Dimokratia                 |

## Liste der Minister für Kultur und Tourismus, 2009–2012
| #   | Name                  | Amtsantritt     | Amtsaustritt  | Partei                         |
| --- | --------------------- | --------------- | ------------- | ------------------------------ |
| 24. | Pavlos Geroulanos     | 7. Oktober 2009 | 17. Mai 2012  | Panellinio Sosialistiko Kinima |
| 25. | Tatiana Karapanagioti | 17. Mai 2012    | 21. Juni 2012 | Parteilos                      |

## Minister für Bildung, Religiöse Angelegenheiten, Kultur und Sport, 2012–2013
| #   | Name                        | Amtsantritt   | Amtsaustritt  | Partei         |
| --- | --------------------------- | ------------- | ------------- | -------------- |
| 26. | Konstantinos Arvanitopoulos | 21. Juni 2012 | 25. Juni 2013 | Nea Dimokratia |

## Liste der Minister für Kultur und Sport, 2013–2015
| #   | Name                       | Amtsantritt   | Amtsaustritt    | Partei         |
| --- | -------------------------- | ------------- | --------------- | -------------- |
| 27. | Panagiotis Panagiotopoulos | 25. Juni 2013 | 10. Juni 2014   | Nea Dimokratia |
| 28. | Konstantinos Tasoulas      | 10. Juni 2014 | 27. Januar 2015 | Nea Dimokratia |

## Liste der Minister für Kultur, Bildung und Religiöse Angelegenheiten, 2015
| #   | Name             | Amtsantritt     | Amtsaustritt       | Partei    |
| --- | ---------------- | --------------- | ------------------ | --------- |
| 29. | Aristidis Baltas | 27. Januar 2015 | 28. August 2015    | Syriza    |
| 30. | Frosso Kiaou     | 28. August 2015 | 23. September 2015 | Parteilos |

## Liste der Minister für Kultur und Sport, seit 2015
| #   | Name                           | Amtsantritt        | Amtsaustritt     | Partei    |
| --- | ------------------------------ | ------------------ | ---------------- | --------- |
|     | Aristidis Baltas (2. Amtszeit) | 23. September 2015 | 5. November 2016 | Syriza    |
| 31. | Lydia Koniordou                | 5. November 2016   | 29. August 2018  | Syriza    |
| 32. | Myrsini Zorba                  | 29. August 2018    | 9. Juli 2019     | Syriza    |
| 33. | Lina Mendoni                   | 9. Juli 2019       |                  | Parteilos |